# Nerea Pérez de las Heras
Nerea Pérez de las Heras (Madrid, 1982) és una periodista i comunicadora espanyola, autora del monòleg teatral Feminismo para torpes (2016). Gràcies a la seva gran repercussió, la peça es va convertir en una sèrie de vídeos emesos per El País, i posteriorment també en un llibre homònim publicat per l'Editorial Martínez Roca del Grupo Planeta.

## Trajectòria
Es va llicenciar en Història de l'art per la Universitat Complutense de Madrid (UCM) en 2005 i, posteriorment, va cursar el Màster de Periodisme de El País entre 2008 i 2009. Com a periodista, ha treballat en la redacció de diferents mitjans com El País, Vogue, Marie Claire o Esquire.  A més, ha col·laborat amb les revistes El País Semanal, SModa, Mujer Hoy, Condé Nast Traveler i Glamour, així com al programa de ràdio A vivir que son dos días de la Cadena SER i amb el programa Las que faltaban de la plataforma de televisió Movistar+.

### Feminismo para torpes
Fent el seu treball per a revistes de moda va ser quan es va fer conscient de la necessitat del feminisme per a modificar el paper de la dona en una societat patriarcal. Aquesta presa de consciència es va convertir en un monòleg còmic titulat Feminismo para torpes en 2016. L'obra utilitza escenes quotidianes, creades a partir d'experiències personals, per a analitzar els missatges que les dones reben sobre com comportar-se així com les dificultats que es troben en un món d'homes. També fa un repàs per les fites de la història del feminisme i els tòpics usats pels qui neguen l'existència del masclisme.
L'espectacle, que va ser concebut originalment perquè fos una obra a cavall entre un monòleg d'humor i una conferència divulgativa, es va estrenar en 2016 a la Sala Equis i La Juan Gallery a Madrid, i en 2018 va començar a programar-se en el Teatro del Barrio, també a Madrid.Compta amb dos actors més en escena, Laura Jabois i Luis Miguel Ríos, que ajuden a escenificar les situacions de masclisme en els entorns laborals, lúdics o en Internet de les quals es parla en el monòleg.
Després de l'èxit com a humorista amb aquesta obra, Pérez de les Heras va produir en 2018 i 2019 una sèrie de vídeos per al periòdic El País sota el mateix nom, en els quals es critiquen des de l'humor els rols i comportaments masclistes existents de la societat. I, continuant amb l'èxit del monòleg i dels vídeos, en 2019 va publicar amb l'Editorial Martínez Roca del grup Planeta el llibre homònim Feminismo para torpes, que va rebre molt bones crítiques.
El 2017, la tercera edició del festival Princesas y Darthvaders comissariat per la periodista i escriptora Lucía Lijtmaer al centre cultural La Casa Encendida de Madrid, va acollir un taller d'autodefensa desenvolupat per Pérez de les Heras a partir del monòleg Feminismo para torpes.
El desembre de 2021, Pérez de las Heras va estrenar Cómo hemos llegado hasta aquí al Teatro del Barrio de Madrid, una obra d'humor i anàlisi social escrita al costat de la publicista i guionista Olga Iglesias i dirigida per Andrea Jiménez.

### Podcasts
Des de 2021, dirigeix i presenta al costat d’Inés Hernand el podcast d'actualitat política Saldremos mejores dins de la plataforma Podium Podcast. Aquest programa durant la pandèmia per COVID-19 i el títol fa esment a la possibilitat de millorar com a societat després del viscut durant el confinament i les restriccions posteriors.
A l'abril de 2022, Pérez de les Heras va començar amb el periodista Antonio Nuño l'emissió del podcast El normal sobre temàtica LGBT en la Cadena SER.
Al setembre de 2023, es va anunciar l'adaptació del pòdcast Saldremos mejores a una secció titulada Íbamos a salir mejores, pero... dins del programa Hora 25 dirigit i presentat per Aimar Bretos a la Cadena SER. Aquest anunci es va produir després d'un accident sofert per Pérez de les Heras durant l'estiu i que va tenir com a conseqüència l'amputació de la seva cama dreta per sota del genoll.

## Obra
- 2016 – Feminismo para torpes. Monólogo.
- 2018 – Feminismo para torpes. Vídeos para El País.
- 2019 – Feminismo para torpes. Ed. Martínez Roca. Barcelona. ISBN 9788427045309.

## Reconeixements
Pérez de les Heras ha estat la presentadora del  Festival Internacional por Mujeres de les edicions de 2019 i 2020, on es mostren els millors llargmetratges fets per dones i cerca visibilitzar a dones directores de tota mena de pel·lícules de ficció, documental o animació.
El dia 27 de juny de 2022, vespra del 28 de juny, Dia Internacional de l'Orgull LGBTI, li va ser lliurat el Reconocimiento Arcoiris, atorgat pel Ministeri d'Igualtat d'Espanya i la Direcció General de Diversitat Sexual i Drets LGTBI, per la visibilitat del feminisme lèsbic i transincluyente en un àmbit tan masculinizado com el de la comèdia i els monòlegs.
El 10 d'abril de 2024, es va anunciar el Premi Ondas Globals del Pòdcast Ondas Millor Pòdcast Conversacional, a Saldremos mejores, de Nerea i Inés Hernand, ex aequo, amb Meterse al Rancho, de Santiago Alarcón.